# Bihor (Sandžak)
Bihor je zemljopisna regija unutar Sandžaka, na sjeveroistoku Crne Gore. Ime je dobila po srednjovjekovnom gradu čiji se ostaci nalaze na teritoriji Bijelog Polja. Čine ju općine Berane, Bijelo Polje i Petnjica.

## Povijest
Ovo područje osvajaju Osmanlije 1455. godine te se nalazi u sastavu Osmanskog carstva. Padom srednjovjekovne Bosne i njenog priključenja carstvu, Bihor se nalazi u sastavu Bosne. Poslije Berlinskog kongresa, kada je Bosna i Hercegovina data na upravljanje Austro-Ugarskoj, regija Bihora ostaje u sastavu Osmanskog carstva u okviru Novopazarskog sandžaka. Poslije Balkanskih ratova 1913. i podjele Sandžaka ova regija ulazi u sastav Crne Gore, u čijem sastavu se nalazi i danas.[nedostaje izvor]

## Zemljopisni položaj
Bihor se nalazi u sjeveroistočnom dijelu Crne Gore. Regija je smještena izmedu Pešterske visoravni na sjeveru, Vlahova na istoku, Polićke visoravni na jugu i rijeke Lim jugozapadu.